# Arta Mala
Koordinati:   43°51′20″N, 15°33′43″E
Arta Mala je nenaseljen otoček v šibeniškem arhipelagu. Otoček leži okoli 4,5 km severno od otoka Murter in le nekaj deset metrov jugovzhodno od Arte Velike. Njegova površina je 0,389 km². Dolžina obale meri 2,97 km. Najvišji vrh je visok 78 mnm.